# Cheb Hasni
Cheb Hasni alias Hasni Chakroun (Oran, 1 februari 1968 – aldaar, 29 september 1994) was een Algerijnse zanger en rai-muzikant. Cheb Hasni wordt gezien als een pionier van de rai-muziek. Hij wordt ook wel 'le rossignol du raï' genoemd, wat letterlijk 'de nachtegaal van de rai' betekent.

## Biografie
In 1986 bracht Cheb Hasni zijn eerste cassette uit, samen met Cheba Zahouania. Cheb Hasni was een van de eerste zangers in Algerije die over de liefde zong, waardoor hij zowel voor- als tegenstanders had. Hij schreef ongeveer vierhonderd nummers.
In 1994 werd hij om het leven gebracht in de wijk Gambetta (Oran), waar hij was opgegroeid. Hij werd 26 jaar. Hij liet een vrouw en een zoon achter, die nu beiden in Frankrijk wonen. Cheb Hasni is in verschillende Maghreb-landen vooral onder de jeugd nog steeds heel populair.

## Discografie
- Best of (2006)
- Le Coffret d'or (2003)
- Khatfet galbi (2003)
- 8 ans déjà (2002)
- Hasni (2001)
- Salam Maghreb (2000)
- Lovers Rai (1997)
- Rani mourak (1994)
- Gnofira kerhada (1994)